# Paul Klunzinger

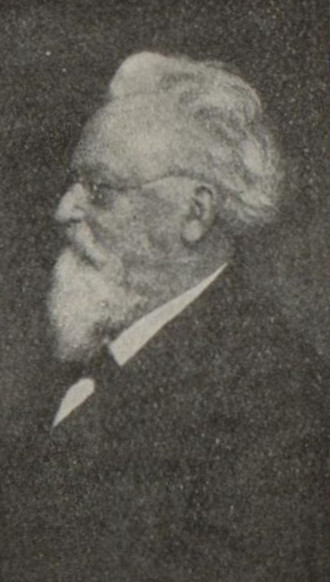
Paul Klunzinger

Paul Klunzinger (* 26. Mai 1828 in Güglingen; † 18. Oktober 1919 in Wien) war ein deutscher Eisenbahnbau- und Wasserbauingenieur, der überwiegend in Österreich tätig war. 

## Leben
Paul Klunzinger wurde als Sohn des Pfarrers, Schriftstellers und Heimatforschers Karl Klunzinger geboren. Nach Abschluss der Schule studierte er von 1842 bis 1849 am Polytechnikum Stuttgart Bauingenieurwesen. Hier gehörte er am 2. Februar 1847 zu den Gründern der Verbindung Stauffia, des späteren Corps Stauffia.
Nach Abschluss des Studiums ging er zunächst für kurze Zeit nach Italien, bevor er ab Januar 1850 in Österreich als Ingenieur an verschiedenen Eisenbahnbauprojekten beteiligt war. Ab den 1880er Jahren betätigte er sich als Wasserbauingenieur. In diesem Bereich war er überwiegend gutachtlich tätig.
Als Erfinder entwickelte Klunzinger neue Bremsen und Waggonkupplungen, für eine Sicherheitskupplung für Eisenbahnfahrzeuge und eine Sicherheitsbremse für Eisenbahnwagen wurden ihm Patente erteilt.
Der Österreichische Ingenieur- und Architekten-Verein würdigte ihn mit einem Artikel anlässlich seines 90. Geburtstags.

## Projekte
- Wienfluss-Regulierung
- Isar-Wasserspiegel-Fixierung
- österreichische Wasserstraßen nördlich der Donau (Wien-Krakau)
- Studien über Schleusen-, Wehr- und Wasserkraftanlagen
- Lageplan für die obere Absperrung des Wiener Donaukanals

## Auszeichnungen
- Gedenkmedaille der Weltausstellung Philadelphia 1876
- Gedenkmünze der königlich württembergischen Gewerbeschule Stuttgart
- Gedenkmünze des k. k. Handelsministeriums anlässlich der Weltausstellung Paris 1900
- Gedenkmünze für den Bau des Arlbergtunnels

## Familie
Paul Klunzinger war seit 1854 mit Anna geb. Mauch verheiratet. Aus der Ehe gingen zwei Töchter und vier Söhne hervor. Sein Sohn Paul (* 1858) wurde Architekt, sein Sohn Richard (* 1865) Arzt in Steyr. Sein Bruder Carl Benjamin Klunzinger war Tropenarzt und Zoologe.

## Schriften
- Die schmalspurige Montan-Bahn von Rostoken nach Marksdorf in Ungarn. Klunzinger, Wien 1875.
- Beitrag zur Lösung der Aufgabe aus dem Verlauf eines Niederschlages den Verlauf des Hochwassers zu bestimmen. In: Wochenschrift Nr. 51 des österreichischen Ingenieur- und Architekten-Vereines1882.
- Project der Einwölbung des Wienflusses innerhalb der Grenze der Gemeinde Wien. Lehmann & Wentzel, Wien 1882.
- Über die Beziehungen der Flussregulirungs-Systeme zu dem Verlaufe der Hochwässer. In: Zeitschrift des Österreichischen Ingenieur- und Architekten-Vereins, H. 1, 1886.
- Mittheilungen über den III. internationalen Binnenschiffahrts-Congress in Frankfurt a. M. In: Wochenschrift des österreichischen Ingenieur- und Architekten-Vereines, 1889, Nr. 6.
- Der Wiener Donau-Canal als Schiffahrts-Canal. Klunzinger, Wien 1891.
- Der V. Internationale Binnenschiffahrts-Congress in Paris 1892. Klunzinger, Wien 1893.
- Gutachten über die Finalisirung der Mur-Regulirungsarbeiten in der Strecke von Graz-Radetzky-Brücke bis zur steiermärkisch-ungarischen Grenze. 1894.
- Der deutsche-österreichisch-ungarische Verband für Binnenschiffahrt. In:  Danubius, Organ für den Verkehr und für die wirthschaftlichen Interessen der Donauländer1897.
- Die Regulirung des Eisernen Thrones und der übrigen Katarakte an der unteren Donau und die Ergebnisse der Grossschiffahrt nach deren Eröffnung am 1. October 1898. Klunzinger, Wien 1899.
- Die Ausgestaltung des Wiener Donaukonales zum Hafen. 1919.